# Krzysztof Stanowski (ur. 1982)
Krzysztof Jakub Stanowski (ur. 21 lipca 1982 w Warszawie) – polski dziennikarz, przedsiębiorca, osobowość medialna i działacz społeczny. Ostatni redaktor naczelny „Magazynu Futbol”, właściciel Weszło, współzałożyciel Kanału Sportowego i założyciel Kanału Zero. Kandydat na urząd prezydenta RP w wyborach w 2025.

## Życiorys

### Młodość i wykształcenie
Udzielał się w harcerstwie 53 szczepu Warszawskich Drużyn Harcerskich i Zuchowych (53 WDHiZ). Przed 1997 rozpoczął naukę programowania. Absolwent IX Liceum Ogólnokształcącego im. Klementyny Hoffmanowej w Warszawie. Podjął również studia dziennikarskie, których nie ukończył.

### Kariera zawodowa

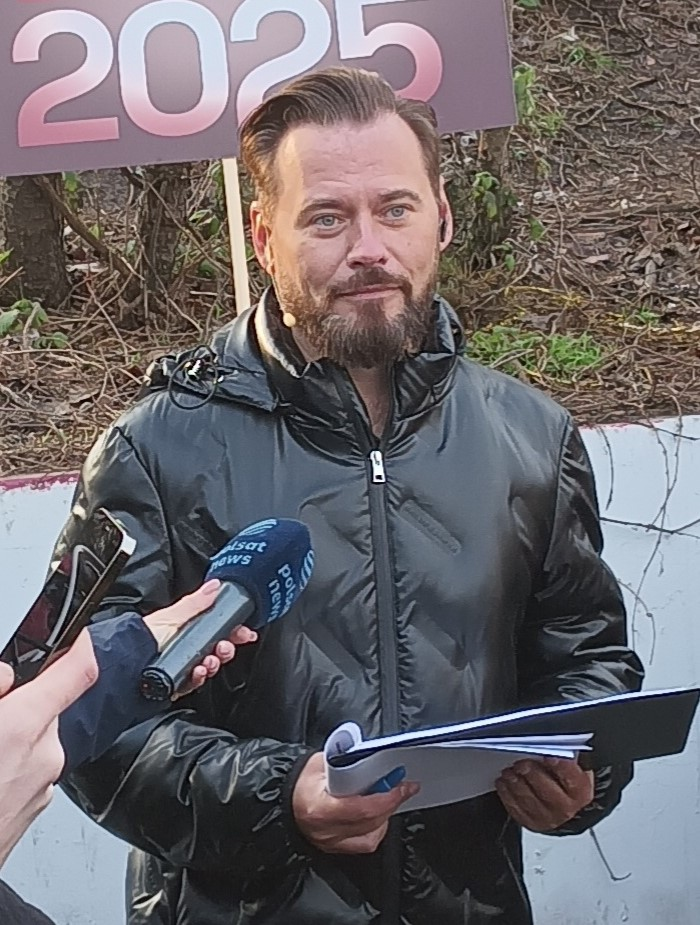
Krzysztof Stanowski w trakcie zbiórki podpisów za swoją kandydaturą na urząd Prezydenta RP (22 stycznia 2025)

Karierę dziennikarską rozpoczął w 1997 w wieku 14 lat, kiedy został przyjęty na staż w redakcji „Przeglądu Sportowego”. W latach 1997–2001 pisał teksty na łamach magazynu „Nasza Legia”. Relacjonował mecze II i III ligi polskiej, na które woziła go matka. Pierwszy wywiad przeprowadził z Grzegorzem Szamotulskim.
W 2002 był korespondentem „Przeglądu Sportowego” na Mistrzostwach Świata w Korei Południowej i Japonii (z rekomendacji Pawła Zarzecznego), w 2004 samodzielnym sprawozdawcą z Mistrzostw Europy w Piłce Nożnej, a w latach 2004–2005 szefem działu piłkarskiego tej gazety. Następnie, w latach 2005–2010, współpracował z „Super Expressem”, „Dziennikiem” (2006–2008) oraz redakcjami „Magazynu Futbol” (od 2009) i „Futbol News” (2009–2010). W „Magazynie Futbol”, do którego dołączył w kwietniu 2009 po jego przejęciu przez Sylwestra Cacka, pełnił później obowiązki redaktora naczelnego. Był krajowym przedstawicielem firm bukmacherskich: duńskiej bet24 (od 2006), a następnie PartyGaming.
Jest założycielem i wieloletnim właścicielem (w 2025 rok sprzedał znaczną część udziałów i został mniejszościowym udziałowcem) grupy medialnej Weszło, w której skład wchodzą powstały w 2008 portal weszlo.com (do 2011 prowadzony przez Stanowskiego pod pseudonimem Mr. X), telewizja internetowa WeszłoTV, a także biuro podróży Weszło Travel oferujące podróże na mecze piłkarskie w całej Europie. W latach 2018–2022 w ramach grupy działało również internetowe radio sportowe weszlo.fm. W latach 2008–2014 i od 2023 pełnił funkcję redaktora naczelnego serwisu weszlo.com.
Współtworzył bestsellerowe biografie piłkarzy: Andrzeja Iwana, Wojciecha Kowalczyka i Grzegorza Szamotulskiego. W 2013 został nominowany do nagrody Grand Press dla najlepszego polskiego dziennikarza. W 2015 wraz z matką Urszulą Stanowską założył spółkę z ograniczoną odpowiedzialnością SPS (obecnie Frajdoo), która po jej zbyciu w 2018 zajmowała się sprzedażą słodyczy na licencji Polskiego Związku Piłki Nożnej. W latach 2016–2017 na antenie Eleven Sports prowadził autorski program Stan Futbolu, który następnie współtworzył na antenach WeszłoTV/weszlo.fm, a następnie od listopada 2018 do czerwca 2023 w paśmie TVP Sport.
Według wypowiedzi Bogusława Leśnodorskiego za jego prezesury w Legii Warszawa (2014–2017) Stanowski doradzał przy transferach zawodników do tego klubu. W 2018 założył klub piłkarski KTS Weszło. W 2019 z pomocą Dominika Ebebenge, prezesa założonej wówczas Fundacji na rzecz Rozwoju Demokratycznej Republiki Konga, sprowadził do tego klubu piłkarzy z Demokratycznej Republiki Konga, którzy występowali w Linafoot (pierwszej lidze kongijskiej), w pełni finansując operacje, a także organizację życia piłkarzy po przybyciu do Polski. Merveille Fundambu trafił z czasem kolejno do pierwszoligowych Radomiaka Radom i Widzewa Łódź, a Ituku Owé Bonyanga – do drugoligowego Znicza Pruszków. W 2022 Stanowski wraz z Bogusławem Leśnodorskim zasiadł w radzie nadzorczej Fundacji na rzecz Rozwoju Demokratycznej Republiki Konga.
Przed połową 2019 odrzucił propozycję miejsca na liście wyborczej ugrupowania Kukiz’15, deklarując brak zainteresowania karierą polityczną.
W marcu 2020 wspólnie z Michałem Polem, Tomaszem Smokowskim i Mateuszem Borkiem uruchomił Kanał Sportowy w serwisie YouTube. Kanał już w pierwszym roku funkcjonowania zgromadził ponad pół miliona subskrybentów, a zamieszczone tam materiały zanotowały łącznie 194 mln odtworzeń. Ponadto dodatkowy kanał, Kanał Sportowy Extra, zebrał 192 tys. subskrybentów i ponad 36 mln wyświetleń treści. W 2021 kanał wygenerował ponad 10 mln zł przychodów.
W 2021 roku wraz z Robertem Mazurkiem wydał tomik wierszy pt. Kmioty Polskie, z którego dochód przeznaczono na cele charytatywne. Wydanie pozycji było happeningiem, poprzez który dziennikarz wyraził sprzeciw wobec pobierania opłaty reprograficznej. W maju 2021 Stanowski rozpoczął również konsultacje oraz zbieranie podpisów pod projektem ustawy mającym w założeniu zniesienie tzw. ustawy reprograficznej. W tym samym roku był gościem programu Kuby Wojewódzkiego. Wcześniej gościł w audycji Rozmowy: Wojewódzki & Kędzierski na antenie Newonce.radio. Od 2021 roku jest ambasadorem bukmachera Fuksiarz.
W 2022, po zaangażowaniu przez Marcina Najmana (i jego federację MMA-VIP) do współpracy Andrzeja Zielińskiego, Stanowski wyraził sprzeciw wobec obecności osób związanych ze światem przestępczym w życiu publicznym, co odbiło się szerokim echem w mediach internetowych. Dziennikarz rozpoczął także działania w swoim mniemaniu mające na celu edukację potencjalnych odbiorców widowiska co do szkodliwości działań mafii pruszkowskiej w latach 90. W efekcie wydarzenie utraciło wszystkich sponsorów, a miasta Kielce i Wieluń zrezygnowały z organizacji gali.
13 października 2023 ogłosił odejście z Kanału Sportowego (z zachowaniem trzymiesięcznego okresu wypowiedzenia, z zastrzeżeniem, że strony mogły ustalić inaczej). W listopadzie 2023 sprzedał swoje udziały w spółce deweloperowi Maciejowi Wandzlowi. 7 listopada 2023 ogłosił rozpoczęcie projektu Kanał Zero, który wystartował 1 lutego 2024.

### Wybory prezydenckie w 2025

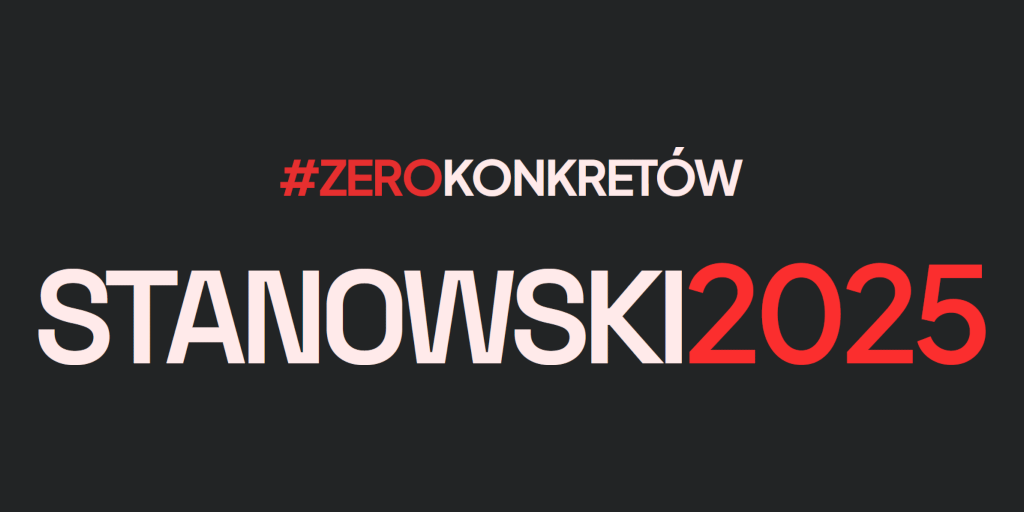
Logo kampanii wyborczej Krzysztofa Stanowskiego w wyborach prezydenckich w Polsce w 2025 r.

2 lutego 2024 podczas wywiadu z prezydentem Andrzejem Dudą na Kanale Zero, poinformował o kandydowaniu w wyborach prezydenckich 2025. 21 stycznia 2025 oficjalnie ogłosił start w wyborach i rozpoczął zbiórkę podpisów. Podpisy pod jego kandydaturą były zbierane m.in. na wiecach Sławomira Mentzena. W kwietniu 2025 złożył do Państwowej Komisji Wyborczej podpisy obywateli popierających jego kandydaturę w wyborach prezydenckich. Weryfikacja podpisów przez PKW zakończyła się pozytywnie.

Hasłami kampanii wyborczej ogłosił zwroty: Vamos Polska! oraz #ZeroKonkretów. W swoim programie wyborczym opowiedział się m.in. za budową Centralnego Portu Komunikacyjnego, gruntowną reformą NFZ i inwestycją w elektrownię atomową. Wyraził sprzeciw wobec przywrócenia przymusowego poboru cywilów do wojska. Do programu wplótł również elementy satyryczne.  

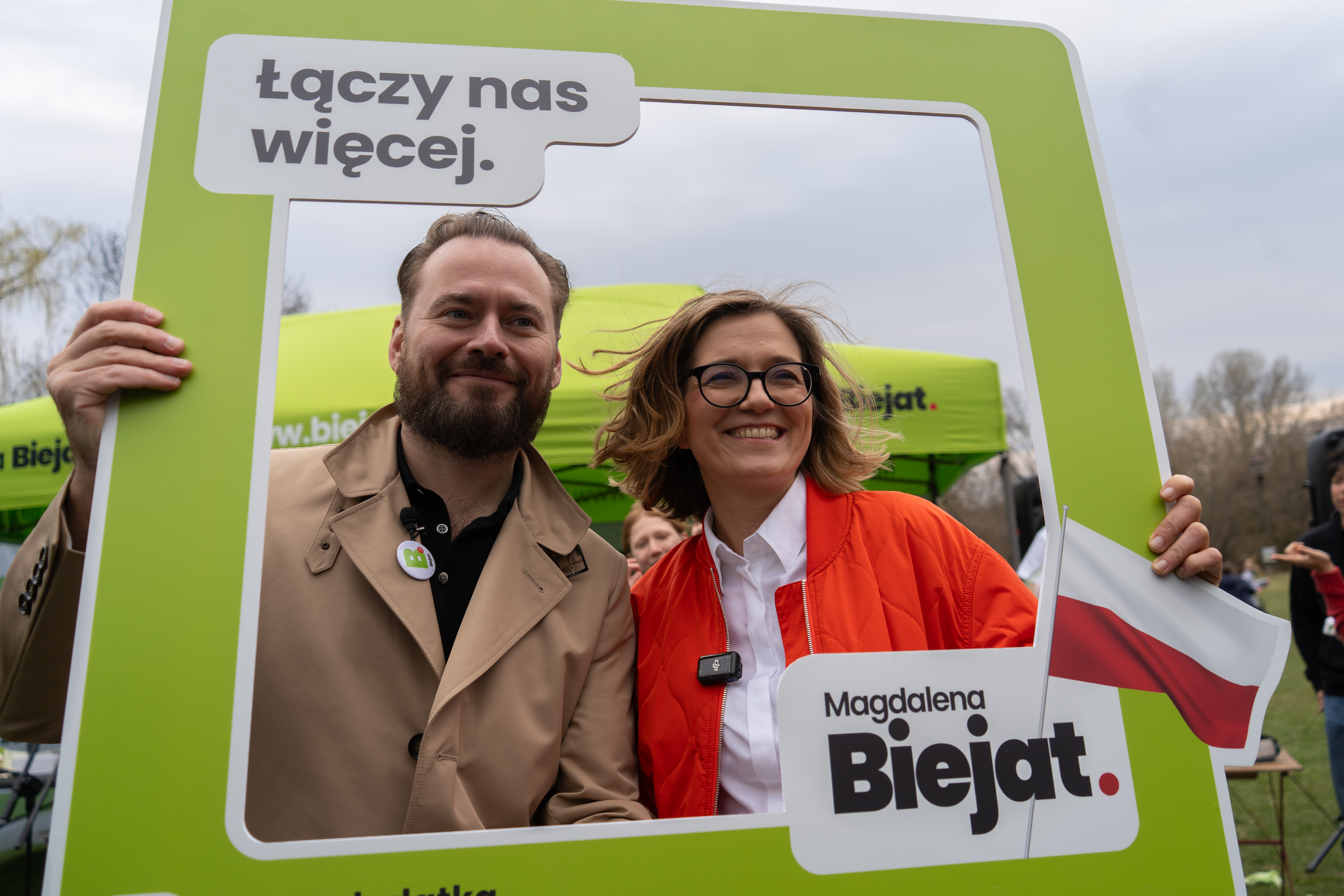
Krzysztof Stanowski wraz z Magdaleną Biejat podczas inauguracji jej miasteczka wyborczego (23 marca 2025)

W trakcie kampanii, przeprowadzał relację ze spotkań wyborczych z innymi kandydatami. Pojawił się na wiecu Sławomira Mentzena, Rafała Trzaskowskiego, Magdaleny Biejat i Grzegorza Brauna. Przeprowadził również wywiady ze wszystkimi dwunastoma kontrkandydatami w ramach programu Godzina Zero transmitowanego na żywo przez Kanał Zero – gośćmi formatu byli Artur Bartoszewicz, Magdalena Biejat, Grzegorz Braun, Szymon Hołownia, Marek Jakubiak, Maciej Maciak, Sławomir Mentzen, Karol Nawrocki, Joanna Senyszyn, Rafał Trzaskowski, Marek Woch i Adrian Zandberg.
11 kwietnia 2025 wziął udział w pierwszej i drugiej debacie prezydenckiej w Końskich. 14 kwietnia 2025 był uczestnikiem debaty kandydatów na prezydenta w studiu Telewizji Republika, a 28 kwietnia w studiu Super Expressu. Relacjonował również kulisy debat telewizyjnych podczas transmisji na żywo w Kanale Zero.
Utworzył specjalny cykl programowy Prezydenckie Zero w Kanale Zero mający na celu ukazanie niedoskonałości systemu wyborczego. 30 kwietnia 2025 w ramach cyklu udostępnił materiał wideo ze spotkania w siedzibie Telewizji Polskiej ze sztabami wyborczymi kandydatów przed organizacją debaty w TVP, podczas którego zrelacjonował dyskusję dotyczącą wyboru dziennikarki Doroty Wysockiej-Schnepf na prowadzącą to wydarzenie. W Kanale Zero rozpoczął także nadawanie programu satyrycznego Dziennik Narodowy związanego z jego startem w wyborach, będącego parodią Wiadomości.
9 maja 2025 wziął udział w drugiej debacie organizowanej przez Telewizję Republika, a 12 maja 2025 w ostatniej debacie prezydenckiej przed pierwszą turą wyborów zorganizowanej przez TVP. W jej trakcie skrytykował dziennikarkę TVP, współprowadzącą Dorotę Wysocką-Schnepf nazywając ją „Arcykapłanka propagandy”.

#### Odbiór kandydatury
Choć w styczniu 2025 ujawnił, że jego kampania prezydencka ma na celu wyłącznie budowanie świadomości społecznej poprzez ukazywanie wad systemu wyborczego w Polsce, odbiór startu Krzysztofa Stanowskiego w wyborach prezydenckich został oceniony w mediach w niejednoznaczny sposób. Medioznawczyni z Uniwersytetu SWPS doktor Katarzyna Bąkowicz, oceniła jego start w wyborach jako „rodzaj happeningu” mający na celu „pokazać, że stajemy się coraz bardziej społeczeństwem zorientowanym na celebrytów, a nie na polityków”, z kolei socjolog Jakub Bierzyński określił jako skuteczny „chwyt marketingowy” mający na celu promocję Kanału Zero. Politolog Olgierd Annusewicz także uznał kandydaturę Stanowskiego za radykalizację strategii real-time marketing poprzez czynny udział w wykorzystywanych komercyjnie wydarzeniach i zauważył, że zabieg taki ujmuje znaczenia demokratycznym instytucjom politycznym. Poparcie dla Stanowskiego zadeklarował redaktor naczelny kwartalnika „Pressje” i członek zarządu Klubu Jagiellońskiego Konstanty Pilawa.

#### Wynik wyborczy i zakończenie kampanii
W pierwszej turze wyborów uzyskał wynik na poziomie 1,24% poparcia, co stanowiło 243 479 oddanych głosów. Tym samym zajął 8. miejsce, nie dostając się do drugiej tury. Przed zakończeniem kampanii prezydenckiej, w wywiadzie przeprowadzonym przez Bogdana Rymanowskiego, zapowiedział, że nie poprze publicznie żadnego z kandydatów mających ubiegać się o prezydenturę w drugiej turze.

## Kontrowersje
Wypowiedzi Krzysztofa Stanowskiego w mediach społecznościowych i witrynach internetowych wielokrotnie budziły kontrowersje. Zarzucano mu m.in. promowanie hazardu oraz spożywania alkoholu, a także atakowanie słabszych. Był kojarzony z popularyzacją treści obelżywych i nienawistnych w mediach społecznościowych.
W związku z treściami w książce Stan Futbolu w 2017 został pozwany przez dziennikarza Dariusza Tuzimka, a po przeprowadzeniu procesu sądowego – uznany za winnego naruszenia dóbr osobistych powoda dokonanych przez publikację nieprawdziwych informacji i nieuprawnionych ocen, a wyrok sądu drugiej instancji stał się prawomocny 1 lutego 2022. W związku z tym przeprosiny miał opublikować zarówno Stanowski, jak i Wydawnictwo Czerwone i Czarne. Orzeczenie zostało wykonane przez wydawnictwo (przeprosiny i zadośćuczynienie), natomiast wobec niewykonania treści wyroku przez Stanowskiego (publikacja przeprosin na stronie Weszlo.com i uiszczenie kosztów sądowych na rzecz Tuzimka) w lipcu 2022 jego konto zostało zajęte przez komornika.
W lipcu 2022 dziennikarz śledczy Szymon Jadczak w artykule pt. Michniewicz – Stanowski – Fryzjer. Historia znajomości opisał m.in. kontakty Stanowskiego i Czesława Michniewicza ze skazanym w procesie „piłkarskiej mafii” Ryszardem Forbrichem. W maju 2005 Stanowski zadzwonił do Michniewicza pół godziny po publikacji wiadomości o aresztowaniu sędziego Antoniego Fijarczyka ze Stalowej Woli, a Michniewicz trafił na właściwy numer do Forbricha po ponownym połączeniu ze Stanowskim. Podczas pracy w „Przeglądzie Sportowym” Stanowski zorganizował rozmowę Forbricha z redakcją, miał także domagać się od przełożonych kontaktu z Forbrichem przed publikacją reportażu zarzucającego Forbrichowi ustawianie meczów w listopadzie 2004. W 2016 przyznał, że skorzystał z pomocy Forbricha do rozwiązania swojego konfliktu z grożącym mu pozwem sędzią piłkarskim i że jako dziennikarz pomagał Forbrichowi zwalczać konkurencję.
W maju 2023 Stanowski zaprezentował w Kanale Sportowym na platformie internetowej YouTube krytyczny materiał na temat dotychczasowej kariery Natalii Janoszek. Według redaktora, Janoszek stała się celebrytką w polskim show businessie głównie przez niekompetencję reporterów kreujących ją na gwiazdę, którzy opierali się tylko na jej własnych stwierdzeniach; zasugerował nieprawdziwość i zmyślenie jej dokonań w Indiach. Według dziennikarza, Janoszek miała dla swoich korzyści wyolbrzymiać swoje osiągnięcia, które rozpowszechniły popularne media telewizyjne i internetowe. W czerwcu 2023 roku Janoszek zapowiedziała, że skieruje do sądu pozew o ochronę dóbr osobistych przeciwko Stanowskiemu. Dziennikarz oznajmił, że powtórzy swoje zarzuty przed sądem. 13 czerwca 2023 Sąd Okręgowy w Warszawie w ramach zabezpieczenia powództwa zakazał Kanałowi Sportowemu i Krzysztofowi Stanowskiemu publikacji treści z tezami, że Janoszek zmyśliła swoją karierę i oszukuje odbiorców. Mimo to 28 lipca 2023 roku Stanowski zaprezentował kolejny materiał poświęcony celebrytce, w którym podtrzymał swoje zarzuty. W związku z publikacją rzeczonego filmu będącą złamaniem postanowienia sądu okręgowego Sąd Rejonowy dla Warszawy-Mokotowa w kwietniu 2024 roku nałożył na Stanowskiego karę grzywny w wysokości 15 tys. złotych.
Według ustaleń dziennikarza Jana Pińskiego w okresie drugiego rządu Mateusza Morawieckiego i po jego ustąpieniu w latach 2019–2024 Stanowski wielokrotnie odwiedzał Daniela Obajtka i otrzymał z kierowanej przez niego Grupy Orlen co najmniej 5,348 mln zł (z czego 1,2 mln za pośrednictwem domu mediowego Starcom i agencji reklamowej Red8 Advertising) na rzecz swojego portalu Weszło. Miało to służyć budowaniu poparcia dla Prawa i Sprawiedliwości, a także uchroniło firmę Stanowskiego od zarejestrowania ujemnego wyniku finansowego w 2023.
30 kwietnia 2025 na Kanale Zero odbył się wywiad Krzysztofa Stanowskiego z Maciejem Maciakiem, kandydatem w wyborach prezydenckich. Rozmowa zakończyła się po około trzech minutach, gdy Maciak, pytany przez prowadzącego o swoją opinię na temat Władimira Putina, wyraził uznanie dla jego „wyjątkowej odporności” i stwierdził, że „każdy normalny człowiek powinien szanować” takie cechy. Po krótkiej wymianie zdań Stanowski zakończył wywiad, opuścił studio, a dźwięk z mikrofonu Maciaka został wyłączony.

## Działalność charytatywna
Prowadzi profil na portalu społecznościowym Twitter, gdzie obserwuje go ponad 1 mln osób. Swoją popularność wykorzystuje m.in. do celów charytatywnych. Jest inicjatorem akcji #DobroWraca, która ma na celu zbiórki pieniędzy dla potrzebujących. Współpracuje z Fundacją SiePomaga i należącym do niej największym polskim portalem zbiórek charytatywnych o tej samej nazwie.
W 2017, za zainicjowanie akcji charytatywnej na Twitterze i promowanie oryginalnego sposobu uprawiania zawodu, wychodzącego poza kanony tradycyjnego dziennikarstwa, został wyróżniony nagrodą InicjaTOR; odebrał statuetkę podczas gali finałowej plebiscytu MediaTory – Studenckie Nagrody Dziennikarskie. W 2018, w uznaniu tej samej akcji, został laureatem nagrody Prezydenta RP „Dla Dobra Wspólnego” w kategorii Człowiek-lider. W 2021 roku przekazał 19 tys. złotych na rzecz Wielkiej Orkiestry Świątecznej Pomocy.

## Życie prywatne
Syn Urszuli (ur. 1956), właścicielki warszawskiego biura rachunkowego oraz kancelarii podatkowej i Bogdana (zm. 1997), pracownika technicznego Stołecznej Kolumny Transportu Sanitarnego. Ma starszą siostrę. W 2010 ożenił się z dietetyczką Martą Sosnowską, którą poznał szukając hostessy dla Weszło; mają synów Leona (jego ojcem chrzestnym jest Czesław Michniewicz) i Aleksandra. Mieszka w gminie Lesznowola. Interesuje się hiszpańskim futbolem, kibicuje FC Barcelonie.

## Publikacje
- Kowal. Prawdziwa historia, Poznań: Zysk i S-ka, 2003, ISBN 83-7298-557-X (wraz z Wojciechem Kowalczykiem)[123]
- Andrzej Iwan. Spalony, Warszawa: Buchmann, 2012, ISBN 978-83-7670-542-2 (wraz z Andrzejem Iwanem)[124]
- Szamo, Warszawa: Buchmann, 2013, ISBN 978-83-7881-943-1 (wraz z Grzegorzem Szamotulskim)[125]
- Stan futbolu. Tajemnice boiska, szatni i piłkarskich gabinetów, Warszawa: Czerwone i Czarne, 2016, ISBN 978-83-7700-232-2[126]
- Kmioty Polskie, Warszawa: Kanał Sportowy, 2022, ISBN 978-83-8210-573-5 (wraz z Robertem Mazurkiem)[127]

## Nagrody
- 2018: Człowiek-lider – Nagroda Prezydenta RP „Dla Dobra Wspólnego”
- 2017: InicjaTOR